# Asplenium ramlowii
Asplenium ramlowii är en svartbräkenväxtart som beskrevs av Georg Hans Emmo Wolfgang Hieronymus. Asplenium ramlowii ingår i släktet Asplenium och familjen Aspleniaceae. Inga underarter finns listade.